# (6803) 1995 UK7
1995 يو كي 7 (ويعرف أيضًا باسم (6803) 1995 يو كي 7 وفق تسمية الكوكب الصغير) (بالإنجليزية: 1995 UK7)‏ هو كويكب ضمن حزام الكويكبات؛ وترتيبه 6803 من حيث الاكتشاف.
اكتُشف هذا الجُرم الفلكي بواسطة سيجي أويدا في 27 أكتوبر 1995.

## وصلات خارجية
- (6803) 1995 UK7 في قاعدة بيانات مختبر الدفع النفاث لأجرام النظام الشمسي الصغيرة

- الاكتشاف · مخطط المدار ·  العناصر المدارية · المعلمات المادية

- (6803) 1995 UK7 على موقع ويكي سكاي: DSS2, SDSS, GALEX, IRAS, Hydrogen α, X-Ray, Astrophoto, Sky Map, Articles and images